# Fartura do Piauí
Fartura do Piauí est une municipalité brésilienne située dans l'État du Piauí.